# Kanton Cahors-Nord-Ouest
Kanton Cahors-Nord-Ouest (francouzsky Canton de Cahors-Nord-Ouest) je francouzský kanton v departementu Lot v regionu Midi-Pyrénées. Tvoří ho čtyři obce.

## Obce kantonu
- Cahors (severozápadní část)
- Espère
- Mercuès
- Pradines